# Zhang Li
Zhang Li, född 1951 i Henan, död 13 februari 2019, var en kinesisk bordtennisspelare.
Hon blev uttagen till provinsens bordtennislag vid 13 års ålder och flyttade senare till Peking för att spela med landslaget. Li debuterade internationellt vid världsmästerskapen i bordtennis 1971 i Nagoya. Två år senare tog hon silver i lagtävlingen vid världsmästerskapen i Sarajevo, tog sig till semifinal i damsingeln och vann bronset. Vid världsmästerskapen i bordtennis 1977 i Birmingham tog hon VM-guld i damlag, VM-silver i damsingel och VM-brons i damdubbel. Två år senare vid världsmästerskapen i bordtennis 1979 i Pyongyang tog hon VM-guld i damlag och VM-guld i damdubbel.  Hon var den enda kinesiska spelaren på damsidan att delta i alla världsmästerskap från 1971 till 1979.
Hon drog sig tillbaka från bordtennisen efter världsmästerskapet med totalt 26 medaljer från världs- och regionala mästerskap. I samband med det gifte hon sig med bordtennisspelaren Li Zhenshi och tillsammans fick de en dotter. Hon utbildade sig därefter till tränare och tränade det kinesiska juniorlaget och senare mellan 1985 och 1991 damlandslaget. Hon var även under fem år representant för Henan i nationalförsamlingen. Efter att familjen 1991 flyttat till USA blev hon tränare för det amerikanska landslaget fram till 1996. År 2008 startade hon USA:s första träningsstall för heltidare.